# سعید بن مکتوم بن راشد آل مکتوم
سعید بن مکتوم بن راشد آل مکتوم (عربی: سعيد بن مكتوم بن راشد آل مكتوم؛ زادهٔ ۱ اکتبر ۱۹۷۶) تیرانداز اهل امارات متحده عربی است.